# Trent Munro
Pour les articles homonymes, voir Munro (homonymie).
Trent Munro est un surfeur professionnel australien né le 30 novembre 1978 à Sydney en Australie.

## Biographie
Il débute dans le championnat du monde de surf en 2001.

## Carrière
- 2005 Rip Curl Pro Surf, Bells Beach, Victoria Australie (WCT)
- 2001 Rio Surf International, Barra da Tijuca, Rio Brésil (WCT)